# Otto Röhm
Pour les articles homonymes, voir Röhm (homonymie).
Otto Karl Julius Röhm (14 mars 1876, Öhringen - septembre 1939, Berlin) est le cofondateur, le copropriétaire et le directeur de l'entreprise Rohm and Haas.  

## Biographie
Formé à l'origine par des collaborateurs pharmaciens, Otto Röhm a étudié d'abord au sein des universités de pharmacie de Munich et de Tübingen. En tant que pharmacien, il exécute une étude de chimie à Tübingen qu'il termine avec succès en 1901 avec une thèse sur « les produits de polymérisation des acides acryliques ». Il suit différentes activités de l’entreprise pharmaceutique Merck. En tant que pharmacien dans l'usine à gaz de Stuttgart, Otto Röhm se consacre pour la première fois au traitement des peaux animales qu'il traite avec l'eau ammoniacale, Gaswasser. Ses recherches aboutissent à un cuir avec liquide de décapage enzymatique, au moment où il y a un grand manque dans l'industrie du cuir.
Il fonde en 1907 l'entreprise Otto Haas à Esslingen. Le développement et la production du polyméthacrylate de méthyle (PMMA, plexiglas) constituent une partie du succès de l'entreprise. Otto Röhm est le premier pharmacien à mettre en valeur techniquement des enzymes isolées. De cette façon, il a révolutionné non seulement les procédures de l'industrie du cuir avec Hundekot, mais aussi le lavage du cuir à partir de 1914. En 1920, Otto Röhm introduit les enzymes au sein de la pharmacie, et en 1934 dans l'industrie alimentaire au sujet de la décantation de jus de fruit. L'entreprise d'Esslingen a été déplacée en 1909 à Darmstadt, où une plus grande usine a été construite à proximité des usines de cuir dans le secteur du Rhin-Main.